# Zialonaje
Zialonaje (biał. Зялёнае, ros. Зелёное) – przystanek kolejowy w miejscowości Zialonaja, w rejonie mińskim, w obwodzie mińskim, na Białorusi.